# Roman Klimeš (vexilolog)
Roman Klimeš (* 2. listopadu 1948 Praha) je německý vexilolog žijící od roku 2003 v České republice.

## Život
Roman Klimeš se narodil 2. listopadu 1948 v Praze. O vlajky se zajímal již od dětství. Do Spolkové republiky Německo (SRN) emigroval v červenci 1976 a na univerzitě v Bonnu vystudoval slovanskou filologii a politologii.

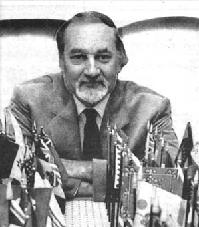
Britský vexilolog William George (Bill) Crampton

Intenzivní zájem o vexilologii nastal u Romana Klimeše poté, co v roce 1977 navštívil v Chestru předního britského vexilologa Williama George Cramptona (5. května 1936 – 4. června 1997). Metodickému studiu vlajek, znaků a pečetí se poté začal věnovat od roku 1981. Čtvrtletník Flaggen, Wappen, und Siegel (Vlajky, znaky a pečeti) začal vydávat od roku 1986. V roce 1992 založil Roman Klimeš Světový vexilologický výzkumný ústav (institut) (World Vexillological Research Institute), který v témže roce zastřešil pravidelné vydávání zpravodaje Flaggen, Wappen, und Siegel, jenž je v podstatě vexilologicko–heraldicko–sfragistickou encyklopedií na pokračování. Od roku 1993 je Roman Klimeš členem Mezinárodní federace vexilologických asociací (francouzsky: Fédération Internationale des Associations Vexillologiques; zkratka FIAV). Po sametové revoluci v Československu (listopad 1989) ještě pobýval více než dvanáct let v Německu, ale v roce 2003 se vrátil do České republiky a usadil se v Praze.
Roman Klimeš probádal řadu archivů v Polsku, Československu i České republice i Německu a oslovil svými dotazy zahraniční odborníky. Na základě archivních fotokopií a získaných odpovědí si postupem doby sestavil poměrně rozsáhlý osobní archiv. O některých zajímavých, takto objevených materiálech sepsal příspěvky do periodik: Fragmaster, český zpravodaj Vexilologie, české Genealogicko heraldické listy či polská Flaga, německý Flaggenkurier, americký NAVA News, australský Crux Australis, nizozemský Info–Bulletin, katalánská Vexilla catalana, belgická Vexilla Belgica a dalších. (Svět vexilologických  poznatků obohatil o znak Cookových ostrovů a o vlajku ostrova Wake.) Zúčastnil se několika Mezinárodních vexilologických kongresů (International Congresses of Vexillology; zkratka ICV), kde přednesl referáty o výsledcích své badatelské práce. Vexilologické a heraldické časopisy po celém světě publikovaly řadu jeho článků s odbornou tematikou. 
Postupně se specializoval na studium symbolů zemí z oblasti kolem Baltského moře. Je autorem brožury (monografie) pojednávající o symbolech Svobodného města Gdaňska (Svobodného státu Gdaňsk) v letech 1920 až 1939. Od roku 1989 se systematičtěji zabývá Československými vlajkami a znaky a to včetně symbolů Podkarpatské Rusi (Karpatské Ukrajiny). (Při příležitosti konání 1. českého národního vexilologického kongresu v květnu 1996 k této problematice sestavil výstavu a plánuje vydání knihy o této problematice.) Do hlavních odborných zájmových oblastí Romana Klimeše patří (kromě území bývalého Československa a Podkarpatské Rusi) i jiné zeměpisné oblasti: Oceánie, Antarktida a taktéž i všechna závislá a autonomní území ve světě. 
Roman Klimeš vlastní rovněž rozsáhlou sbírku předpisů týkajících se problematiky vlajek, znaků a pečetí.

## Ocenění
- Roman Klimeš je nositelem čestného uznání (čestného odznaku České vexilologické společnosti, z.s.), které obdržel na 3. českém národním vexilologickém kongresu v Plzni v roce 2004 za badatelskou práci a dlouholetou spolupráci s Vexilologickým klubem.[5]
- Mezinárodní federace vexilologických asociací (FIAV) mu v roce 2011 udělila titul Fellow of the Federation.
- V roce 2022 obdržel významné vexilologické ocenění – Vexillon (FIAV), které je udělováno od roku 1989 na mezinárodních vexilologických kongresech za největší přínos pro vexilologii.[6] Toto ocenění obdržel za příspěvky v hesle „Symboly“ publikované v Encyklopedii českých právních dějin.[7]

## Publikační činnost (výběr)
Spolu s heraldikem a redaktorem Ing. Janem Lochem (* 1939) redaktorsky spolupracoval na Heraldických ročenkách vydávaných v letech 2010 až 2014 Heraldickou společností v Praze. (V těchto ročenkách byly publikovány i jeho odborné příspěvky.)
- KLIMEŠ, Roman, BEUTEL, Dieter a FABRETTO, Mario (italský vexilolog). Freie Stadt Danzig: Flaggen - Wappen - Siegel (1920-1939). Bonn: World Vexillological Research Institute, 1997. 49 stran a 8 stran obrazových příloh
- LOCH, Jan, (redakce: Roman Klimeš). Heraldická ročenka 2010. Praha: Heraldická společnost v Praze (HSP), 2010; 143 stran a 28 stran barevných obrazových příloh; ISBN 978-80-902772-8-1. (Roman Klimeš: Symboly Slovenska 1939–1945, strana 46; Vzpomínky na Aleše Zelenku, strana 127)
- KLIMEŠ, Roman, ed. a LOCH, Jan, ed. Heraldická ročenka 2011. Praha: Heraldická společnost v Praze (HSP), 2011; 173 stran a 16 stran obrazových příloh; ISBN 978-80-904942-0-6. (Roman Klimeš: 24. mezinárodní vexilologický kongres, strana 158; 30. mezinárodní genealogický a heraldický kongres, strana 160)
- KLIMEŠ, Roman, ed. a LOCH, Jan, ed. Heraldická ročenka 2012. Praha: Heraldická společnost v Praze (HSP), 2012 112 stran a 20 stran obrazových příloh; ISBN 978-80-904942-1-3. (Roman KLIMEŠ: Symboly iredentismu na území Československa v letech 1918–1919, strana 39)
- KLIMEŠ, Roman, ed. a LOCH, Jan, ed. Heraldická ročenka 2013. Praha: Heraldická společnost v Praze (HSP), 2013; 143 stran a 28 stran obrazových příloh; ISBN 978-80-904942-2-0. (Roman KLIMEŠ: Výsostné znaky na letadlech ozbrojených a pořádkových sil Československa a České republiky, včetně vlajek československého bojového letectva, strana 28; Vatikán – znak, vlajka a pečeť, strana 69)
- KLIMEŠ, Roman, ed. a LOCH, Jan, ed. Heraldická ročenka 2014. Praha: Heraldická společnost v Praze (HSP), 2014; 223 stran a 28 stran obrazových příloh; ISBN 978-80-904942-3-7. (Roman KLIMEŠ:	Podkarpatská Rus – vlajky, znaky, pečetě, strana 39)
- KLIMEŠ, Roman: Ida Krauth i prawie zapomniany sztandar prezdenta Czechoslowacji (1918-1920) (Ida Krauthová a téměř zapomenutá standarta československého prezidenta (1918-1920)); in: Flaga, numer 39 (63) – październik-gródzień 2023, Bialystok 2023, strany: 4 až 18.
- KLIMEŠ, Roman: Symboly Podkarpatské Rusi / Karpatské Ukrajiny v letech 1939-1945; in: Národní archiv Praha: Čtvrt století spolu. David Hubený (Editor), Praha 2023, strany: 380 až 401.